# Kirche Rothenschirmbach

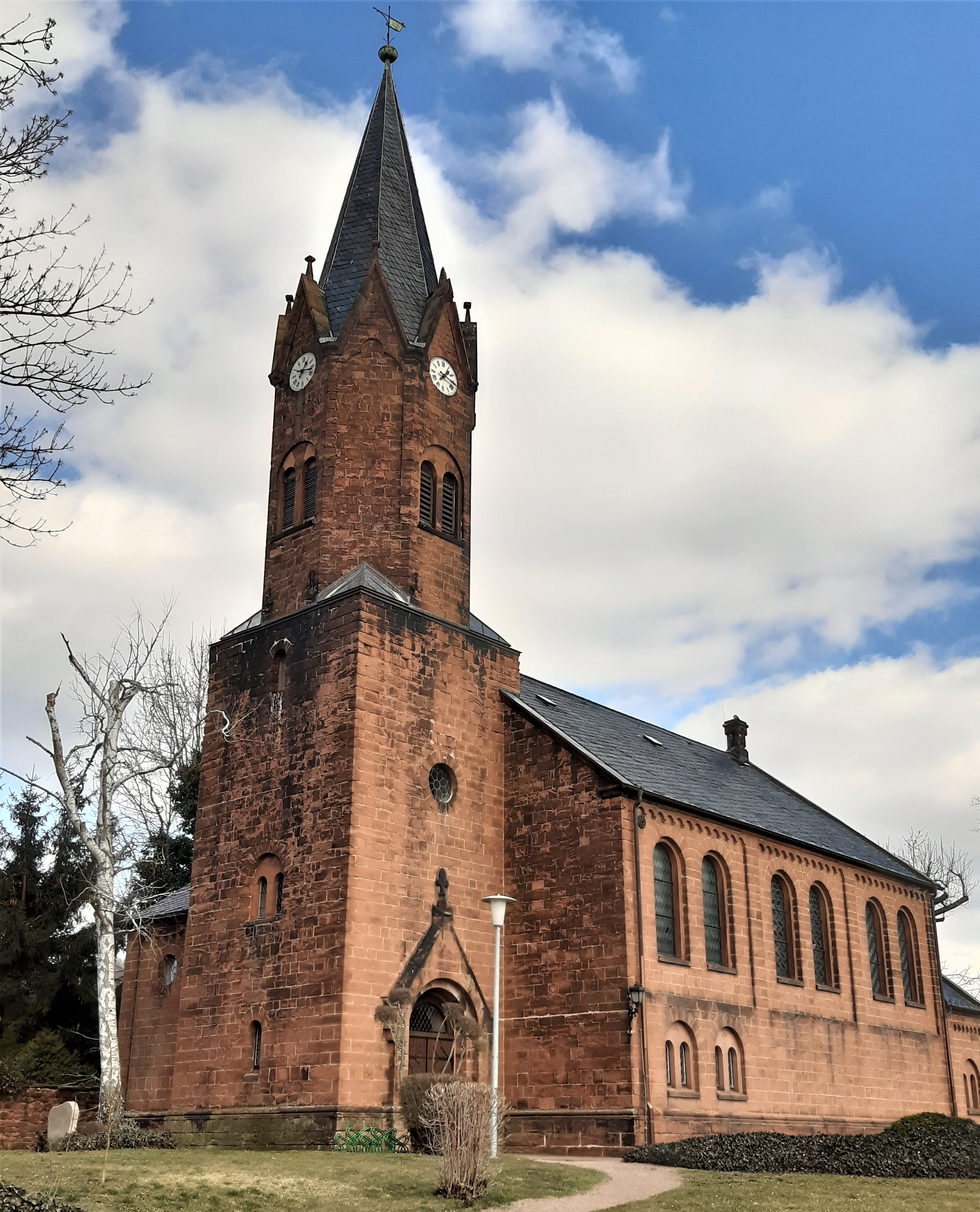
Autobahnkirche Rothenschirmbach

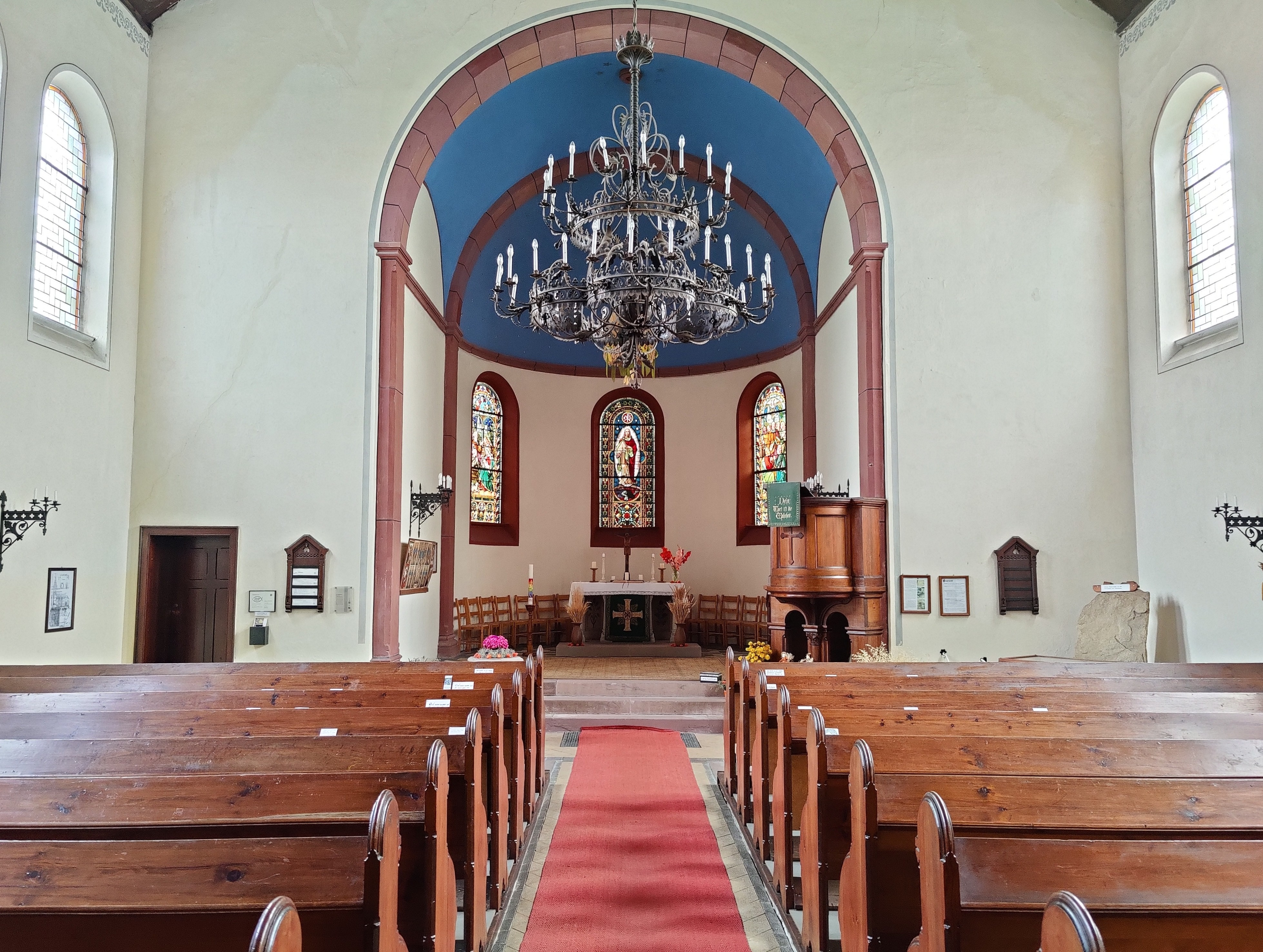
Blick zu Altar und Kanzel

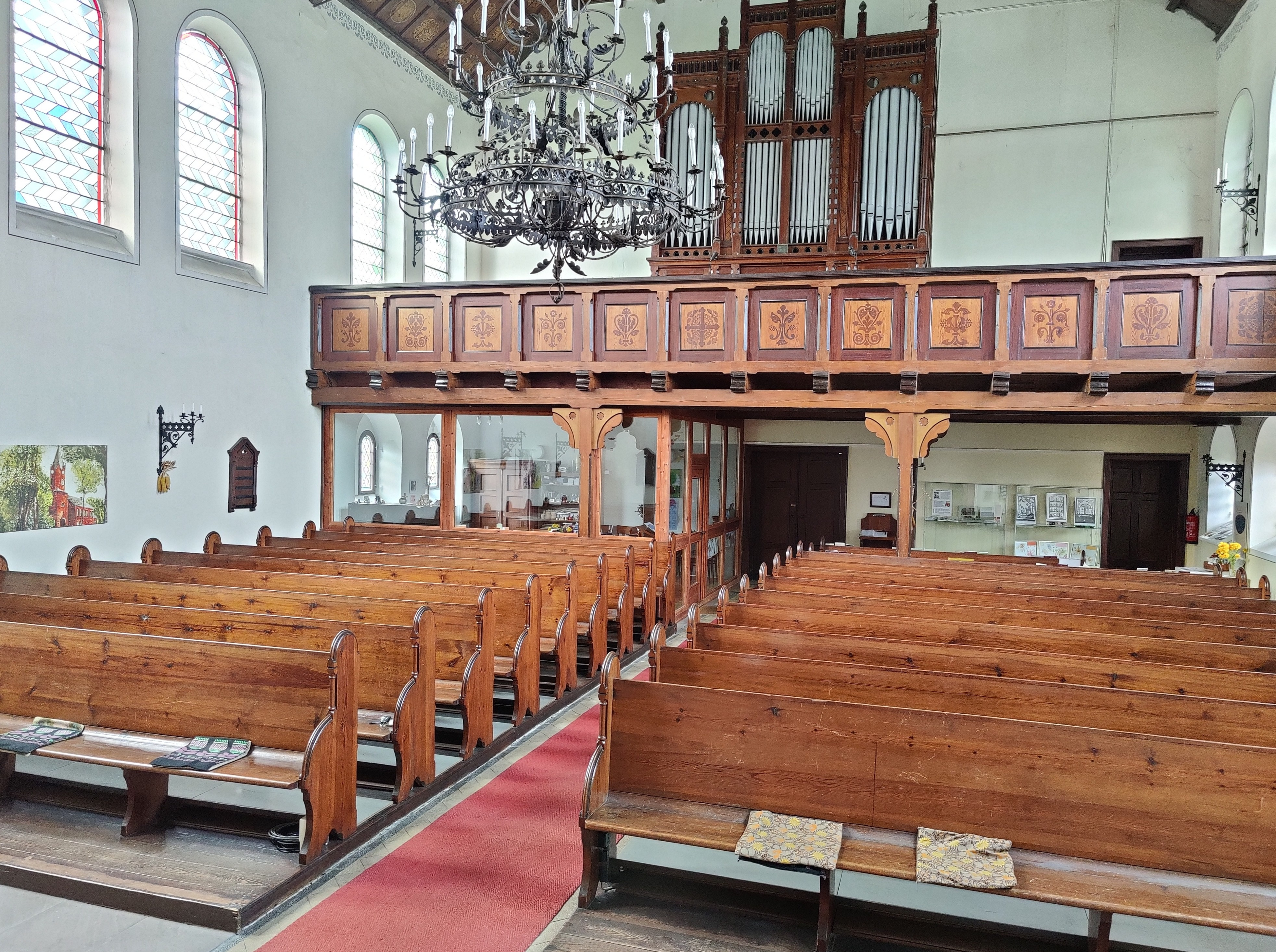
Blick zu Empore und Orgel

Die St.-Pankratius-Kirche in Rothenschirmbach ist eine evangelische Kirche bei Eisleben im Landkreis Mansfeld-Südharz in Sachsen-Anhalt.

## Geschichte

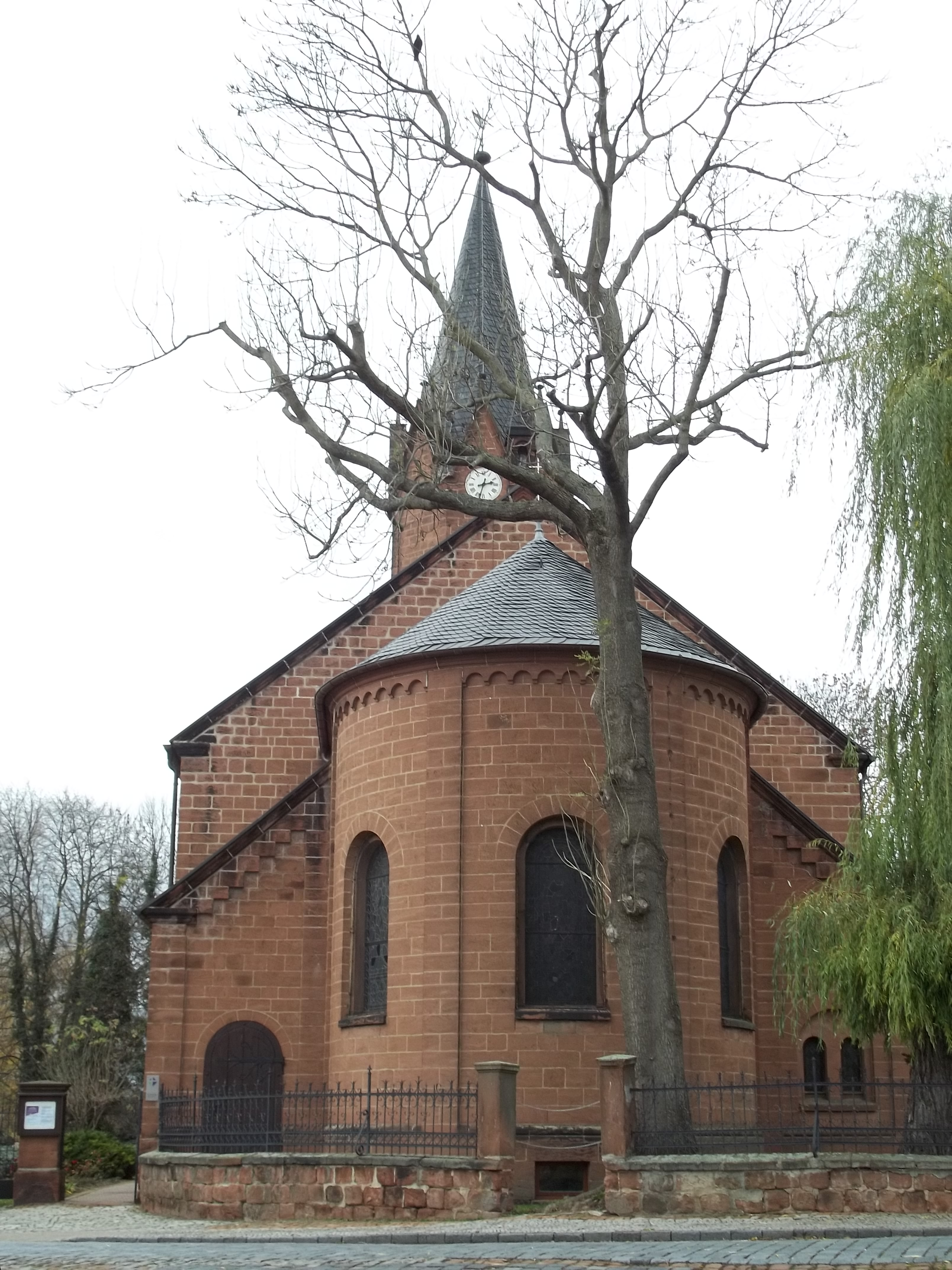
Ost-Ansicht der Kirche in Rothenschirmbach

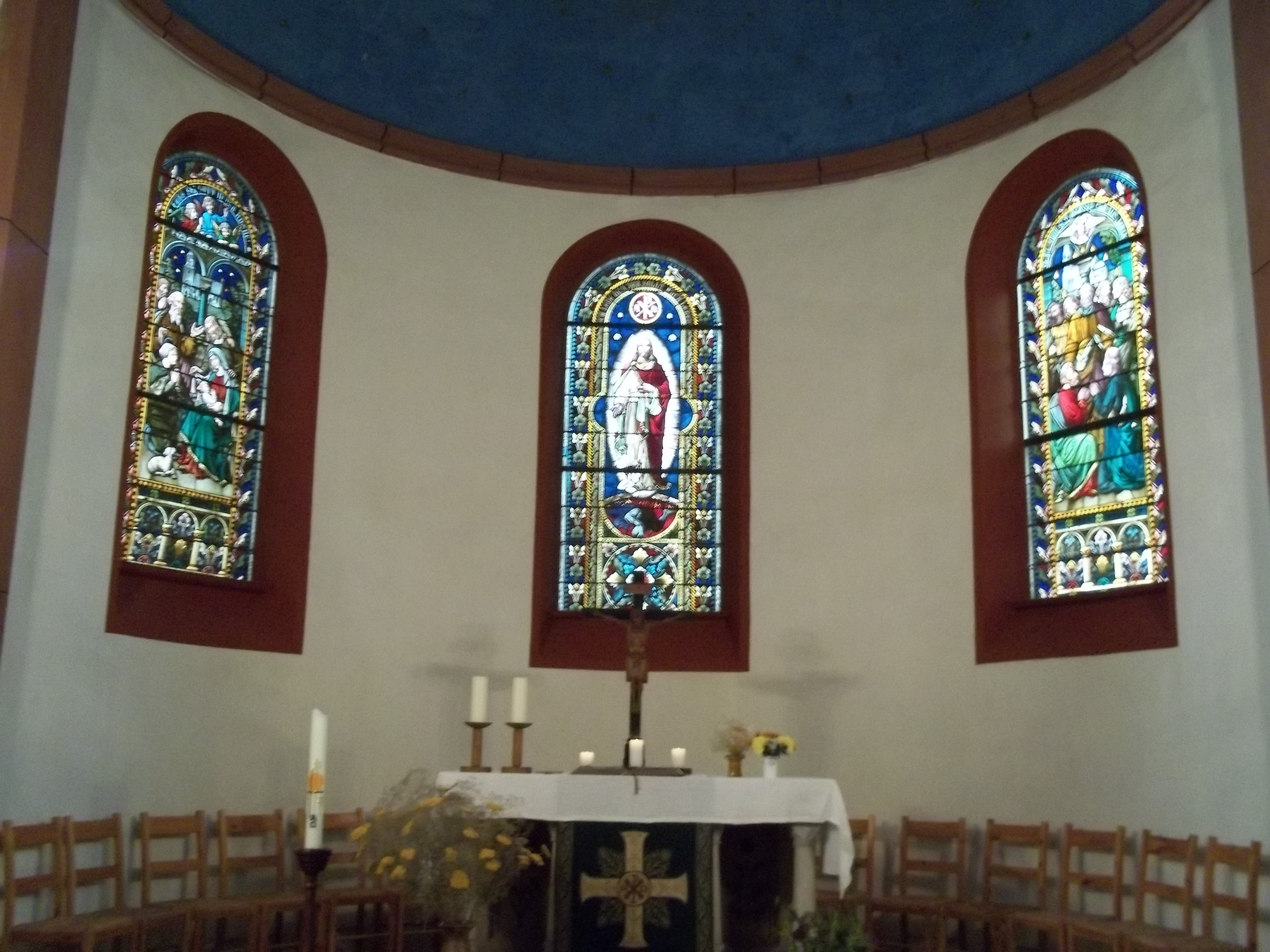
Altarraum der St.-Pankratius-Kirche in Rothenschirmbach

Über die alte, vermutlich im 10. Jahrhundert gegründete und dem Heiligen Pancratius geweihte Kirche ist wenig überliefert. Baulich wurde sie von der Kirchengemeinde und von Zuschüssen aus dem Amt Sittichenbach unterhalten. Ihr baulicher Zustand war um 1890 unzureichend, auch reichte der Platz in der Kirche für die Gemeinde offenbar nicht mehr aus. So entschloss sich die Kirchgemeinde zu einem Neubau an gleicher Stelle.
Im März und April 1893 wurde das alte Kirchgebäude abgebrochen. Zuvor hatte Johannes Warneck, ältester Sohn des Gemeindepfarrers, das Gotteshaus auf einem Aquarell festgehalten, das auch einen Teil des Kirchhofs mit Gräbern zeigt.
Am 4. Mai 1893 erfolgte die Grundsteinlegung für den Neubau, Anfang September die Fertigstellung des Rohbaus und die Kirchweihe am 14. Dezember 1893.
Die Vorbereitungen und die Baumaßnahmen leitete maßgeblich der Pfarrer und später namhafte Missionswissenschaftler Gustav Warneck.

## Architektur und Ausstattung
Das neue, prägnante und weithin sichtbare Kirchengebäude entstand aus dem typischen rotem Sandstein des Hornburger Sattels, aus einem Steinbruch in unmittelbarer Nähe zu Rothenschirmbach. Der stattliche neuromanische Saalbau besitzt einen halbrund geschlossenen Ostchor und einen quadratischen Westturm. Seitlich befindet sich ein kleiner Treppenturm. Die Dekoration des Außenbaus ist sparsam, dies setzt sich im Innern fort.
Das Kirchenschiff ist mit einer kassettierten Holzdecke versehen; der Chor mit einem Tonnengewölbe.
Die 1894 eingebaute Orgel auf der Westempore stammt aus der Zörbiger Werkstatt von Wilhelm Rühlmann. Es handelt sich um das 149. Opus dieser Firma. Das Werk besitzt 2 Manuale und Pedal sowie 15 Register auf pneumatischen Kegelladen. Zurzeit sind nur erstes Manual und Pedal spielbar, das Oberwerk ist durch Abtrennen des Windkanals stillgelegt.
Der Kirchturm beherbergt in einem Stahlstuhl drei Glocken, die an gekröpften Jochen per Hand zu läuten sind und im Querschwung zum Kirchenschiff aufgehängt sind. Die große und die kleinste goss die Firma Schilling & Lattermann im Jahre 1958, die mittlere stammt von Schilling/Apolda aus den 1920er Jahren, gegossen aus Bronze.

## Autobahnkirche
Seit dem 11. Juni 2006 dient die Kirche von Rothenschirmbach auch als Autobahnkirche. Sie ist die vierte Autobahnkirche in Sachsen-Anhalt. Sie befindet sich nahe der Autobahnabfahrt von der A 38 auf die Bundesstraße 180 in Richtung Lutherstadt Eisleben (Ausfahrt Nr. 19) rund 800 Meter in nordöstlicher Richtung.